# Mundochthonius gallaecicus
Espèce
Mundochthonius gallaecicus est une espèce de pseudoscorpions de la famille des Chthoniidae.

## Distribution
Cette espèce est endémique de Galice en Espagne. Elle se rencontre vers Begonte.

## Description
Le mâle holotype mesure 0,800 mm et la femelle paratype 0,920 mm.

## Étymologie
Son nom d'espèce lui a été donné en référence au lieu de sa découverte, la Gallaecia.

## Publication originale
- Zaragoza & Harvey, 2006 : The first record of the genus Mundochthonius Chamberlin (Pseudoscorpiones: Chthoniidae) from Spain: Mundochthonius gallaecicus sp. nov. Revista Iberica de Aracnologia, p. 12, no 1, p. 17-23 (texte intégral).